# Майер-Швартау, Вильгельм
Вильгельм Майер-Швартау (нем. Wilhelm Meyer-Schwartau; 28 июня 1854, Любек-Швартау (ныне Бад-Швартау — 14 августа 1935, Щецин) — немецкий архитектор.

## Биография
Изучал архитектуру в Берлинской архитектурной (строительной) академии под руководством профессора Фридриха Адлера. Затем в 1880-х гг. работал архитектором и консерватором памятников в Шпайере и Вормсе. Занимался реставрацией Шпайерского и Вормсского соборов.
В 1891—1921 — главный архитектор Штети́на (теперь Щецин).

## Творчество

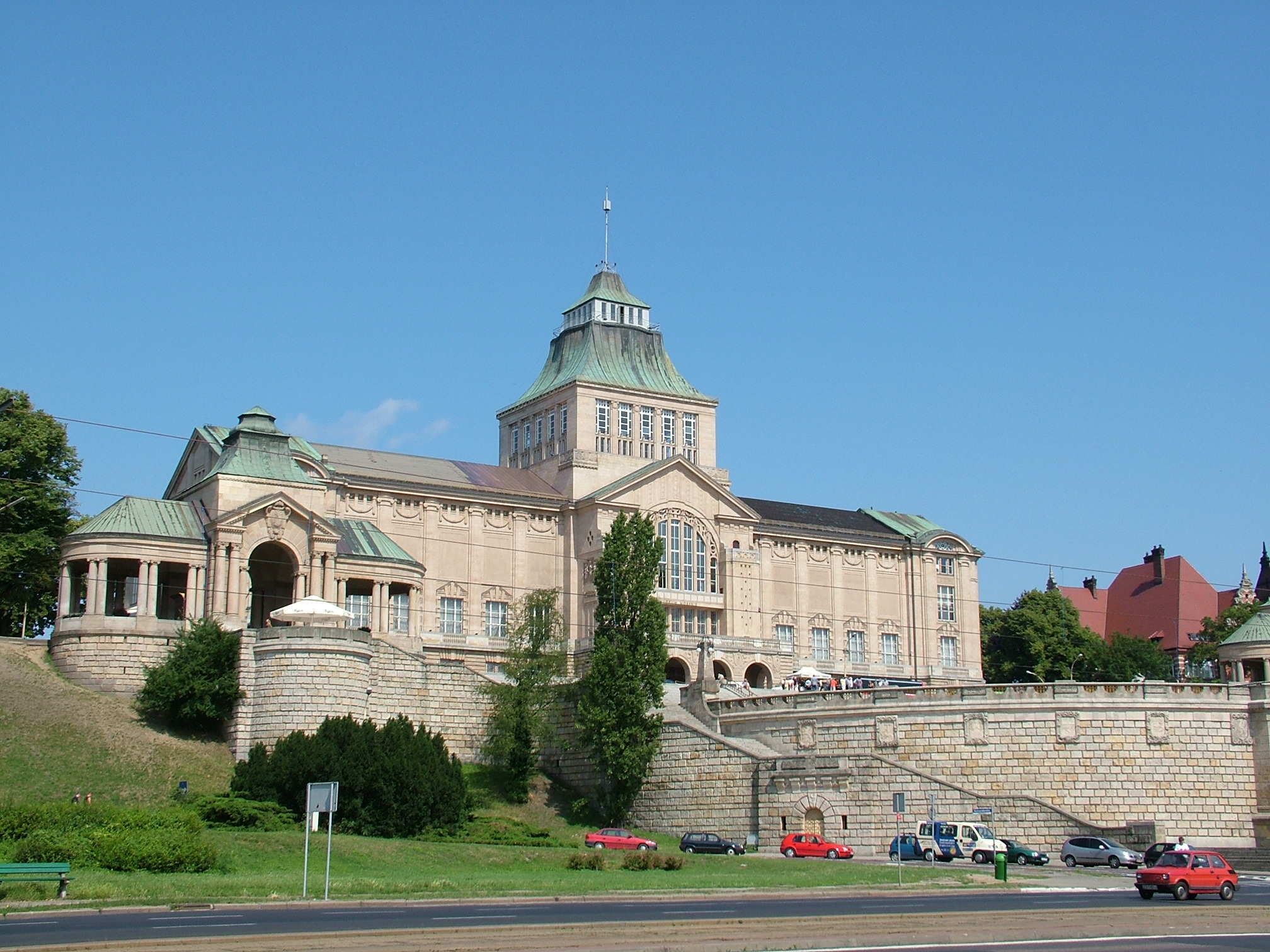
Музей моря в Щецине

В. Майер-Швартау — автор многих частных и общественных зданий и сооружений в Щецине. Архитектурные проекты В. Майера-Швартау, сохранившиеся до сегодняшнего дня, являют настоящим украшением города. Многочисленные работы мастера были выполнены им в разнообразных стилях — романском, ренессансном и неоренессансном, готическом и неоготическом, стиле модерн.
По его проектам построены:
- неоготический собор св. Гертруды (теперь костëл святой Троицы)
- здание городского магистрата (теперь ректорат Поморского медицинского университета на ул. Рыбацкой)
- Городская гимназия в неоготическом стиле
- пространственно-строительное решение Центрального кладбища, главных ворот и часовни кладбища в Щецине
- пространственно-строительное решение Hakenterrasse (теперь Валы Б. Храброго) и стоящее за ними здание Национального музея
- комплекс зданий городского госпиталя (теперь клиническая больница)
- комплекс зданий бывшей туберкулезной больницы в стиле модерн
- здание таможенного управления
- мост Ганзы в неоренессансном стиле
- здание Прусской королевской школы строительных ремëсел в стиле модерн (теперь химический факультет щецинской Политехники)
- Отель «Парк» и многое другое.

## Основные работы

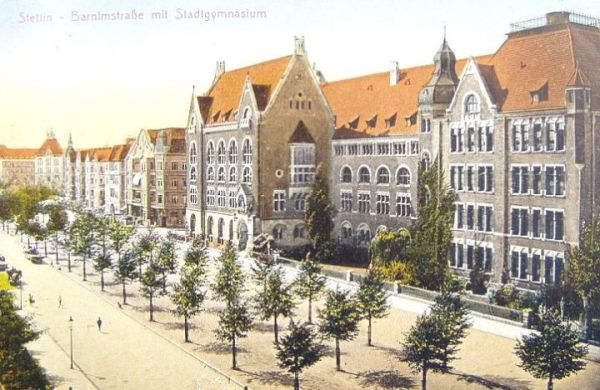
Городская гимназия
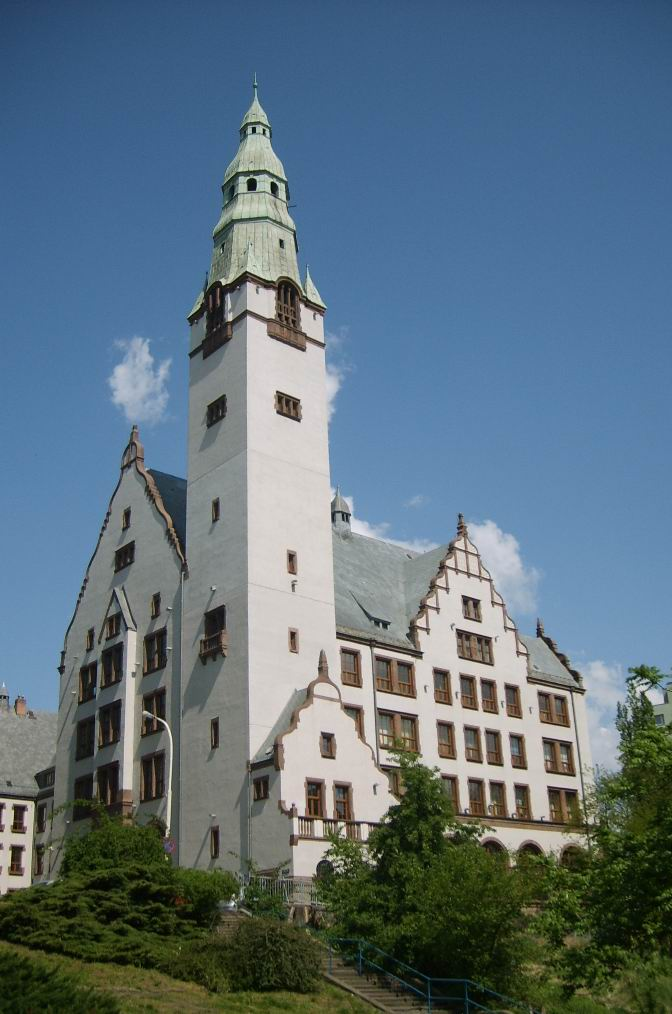
Городской магистрат
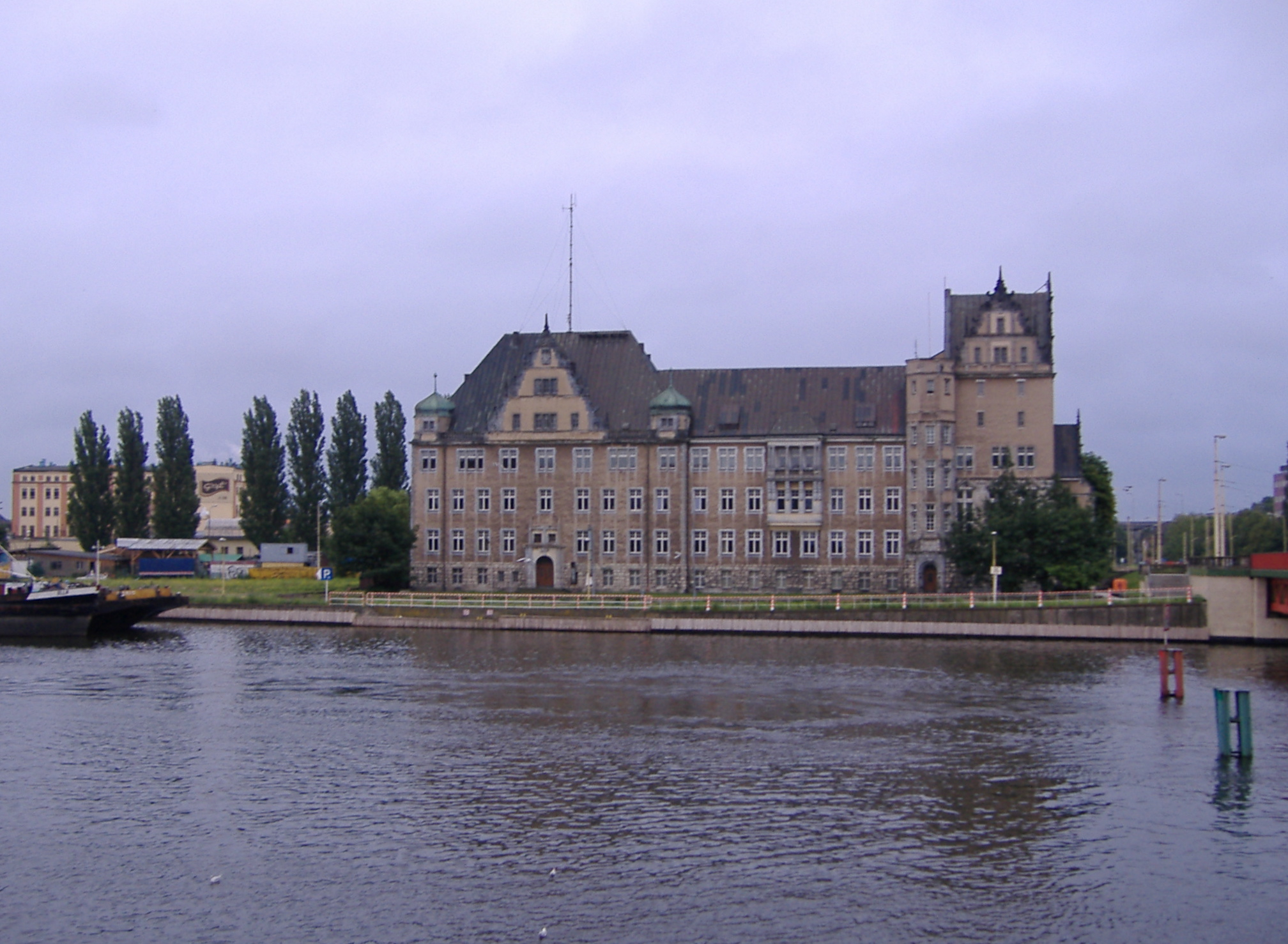
Здание таможенного управления
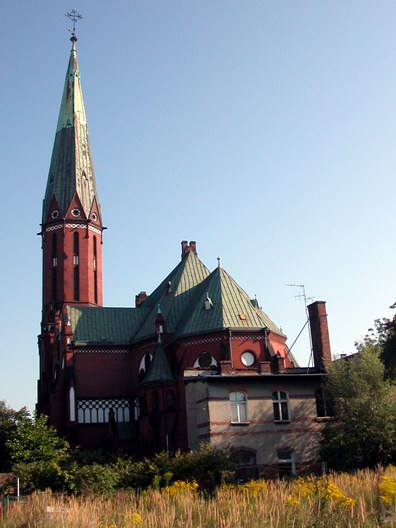
Собор св. Гертруды (теперь костëл святой Троицы)
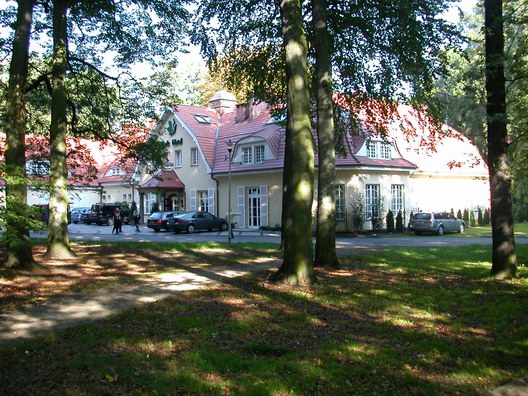
Hotel Park